# Ælfgifu von York
Ælfgifu von York war die erste Ehefrau des englischen Königs Æthelred I. und damit Königin von England von etwa 985 bis 1002, vermutlich ihrem Todesjahr. Æthelred ging dann mit Emma von der Normandie eine weitere Ehe ein. Von Ælfgifus und Æthelreds Söhnen wurde nur Edmund Eisenseite später für kurze Zeit König von England.

## Leben

### Herkunft und Familie
Das Leben und der familiäre Hintergrund von Ælfgifu von York ist nur sehr spärlich belegt. Während Æthelreds und Ælfgifus Nachkommen etwa durch Urkunden belegt sind, erwähnt keine zeitgenössische Quelle Ælfgifu oder nennt ihren Namen. Lediglich die spätere anglonormannische Geschichtsschreibung des 11. Jahrhunderts nennt mehr Details: Der Chronist Johannes von Worcester, der eine Generation später schreibt, bezeichnet Ælfgifu als die Tochter von Æthelberht comes (lat. für Ealdorman, ein wichtiger Titel im angelsächsischen England). Aelred von Rievaulx im 12. Jahrhundert hingegen erwähnt in seiner Schrift Vita S Edwardi Regis zwar nicht Ælfgifus Namen, aber er nennt sie die Tochter von Thored von York, Earl of Northumbria.
Die widersprüchlichen Quellen haben innerhalb der heutigen historischen Forschung zu unterschiedlichen Mutmaßungen und Spekulationen Anlass gegeben. Um die Widersprüche in den Quellen aufzulösen, wurde unter anderem von der Mediävistin Pauline Stafford vorgeschlagen, dass es sich um zwei Frauen handelt, mit denen Æthelred bis 1002 verheiratet war: erstens mit Ælfgifu, Tochter von Æthelberht, und zweitens mit einer (nicht weiter benannten) Tochter von Thored von Northumbria. Andere Historiker wiederum wie etwa Ann Williams lehnen diese These ab und argumentieren, dass Ælfgifu tatsächlich die Tochter von Thored von York war und dass Johannes von Worcester mit seinen Angaben des Vaters falsch lag. Dafür spreche auch, so die Argumentation, dass ein Ealdorman Æthelberht nur äußerst zweifelhaft belegt sei, im Gegensatz zu Thored von York. Ferner pflegten Ælfgifus Söhne später gute Beziehungen in den Norden Englands, was auch für eine mögliche Herkunft ihrer Mutter aus Northumbria spreche.

### Ehe mit Æthelred und Königin von England
Die Heirat von Æthelred und Ælfgifu ist nicht in den historischen Quellen verzeichnet. Heutige Historiker schätzen das Hochzeitsdatum von Æthelred und Ælfgifu auf die Mitte der 980er Jahre: Die vier ältesten Söhne, Æthelstan, Ecgberht, Eadred und Edmund, tauchen als Zeugen in einer Zeugenliste für eine Urkunde aus dem Jahr 993 auf. Selbst wenn man in Betracht zieht, dass auch Säuglinge im angelsächsischen England als Zeugen möglich waren, kann die Hochzeit der Eltern damit nicht später als 989 gewesen sein, vermutlich noch früher, so die Argumentation.
Über Ælfgifus Zeit als englische Königin ist sonst nichts weiter bekannt. Im Gegensatz zu ihrer Schwiegermutter Ælfthryth, der Königsmutter, scheint Ælfgifu am englischen Königshof keine größere Rolle gespielt haben, denn im Gegensatz zu Ælfthryth taucht Ælfgifu nicht in den Zeugenlisten der königlichen Urkunden Æthelreds auf.
Auch das Todesdatum von Ælfgifu ist nicht bekannt. Heutige Historiker setzen es mit 1002 an, oder es ist auch möglich, dass Æthelred Ælfgifu verstieß. 1002 ging Æthelred eine neue Ehe ein, eine politische Verbindung mit Emma, Schwester des damaligen Herzogs der Normandie, den Æthelred als Verbündeten gegen die Wikingereinfälle in England benötigte.

## Nachkommen
Aus der Ehe mit Æthelred gingen folgende Kinder hervor:
- Æthelstan Ætheling (* um 987; † 1012)
- Ecgberht († um 1005)
- Eadred († um/nach 1012)
- Edmund II. Eisenseite (* um 989; † 1016)
- Eadwig (im Exil unter Knut; 1017 ermordet)
- Edgar († um 1012)
- Eadgyth ⚭ 1. Eadric Streone (möglicherweise ⚭ 2. Thorkell der Lange)
- Ælfgifu ⚭(1014) Uhtred, Earl von Northumbria
- Wulfhild

Manche Historiker schätzen die Zahl von Ælfgifus Kindern auf insgesamt 11, von denen neun das Erwachsenenalter erlebten.
Der älteste der Söhne, Æthelstan Ætheling, starb bereits 1012 vor seinem Vater Æthelred. Der Namenszusatz Ætheling, reserviert für Söhne, die für die Thronfolge in Frage kamen, sowie seine Beerdigung im Old Minster von Winchester, der traditionellen Beerdigungsstätte englischer Könige, sprechen dafür, dass Æthelred und Ælfgifu eine offiziell anerkannte eheliche Verbindung eingingen und die Söhne Ælfgifus legitim und für die Thronfolge würdig erachtet wurden. Die Ehe Æthelreds mit Emma von der Normandie änderte damit zunächst nichts am Status von Ælfgifus Söhnen als Thronfolger. Nur einer von Ælfgifus Söhnen, Edmund Eisenseite, sollte jedoch dann tatsächlich König von England werden. Als Edmund Eisenseite 1016 starb, erlebte England eine Zeit unter dänischer Herrschaft durch den dänischen Wikinger Knut den Großen, der zeitweise über ein Nordseereich aus England, Dänemark und Norwegen herrschte.